# Zeus & Roxanne – Eine tierische Freundschaft
Zeus und Roxanne – Eine tierische Freundschaft (Originaltitel: Zeus and Roxanne) ist ein amerikanischer Abenteuerfilm aus dem Jahr 1997 mit Steve Guttenberg und Kathleen Quinlan in den Hauptrollen. Regie führte George Trumbull Miller.

## Handlung
Die alleinerziehende Meeresbiologin Mary Beth interessiert sich für den aus der Gefangenschaft freigelassenen Delfin namens Roxanne, der sich aber in der neuen Freiheit seinen Artgenossen noch nicht anschließen will. Auf einer ihrer Bootsfahrten zum Delfin hat sich Zeus, der Hund ihres Nachbarn Terry an Bord geschlichen. Mary Beth bemerkt, dass sich Zeus und Roxanne anscheinend „unterhalten“ können.
Später verliebt sich Mary Beth in ihren Nachbarn Terry, einen alleinerziehenden Vater, wobei die Kinder der beiden bei den ersten Anbandelungen kräftig nachgeholfen haben. Zusammen gelingt es ihnen, den von einer Entführung bedrohten Delfin zu retten.

## Kritik
Das Lexikon des internationalen Films urteilte, bei der Produktion handle es sich um einen „betont harm- und arglose[n] Familienfilm“. Der Film sei als „anspruchslose Kinderunterhaltung“ „annehmbar “.